# Bonjour
Pour les articles homonymes, voir Bonjour (homonymie).

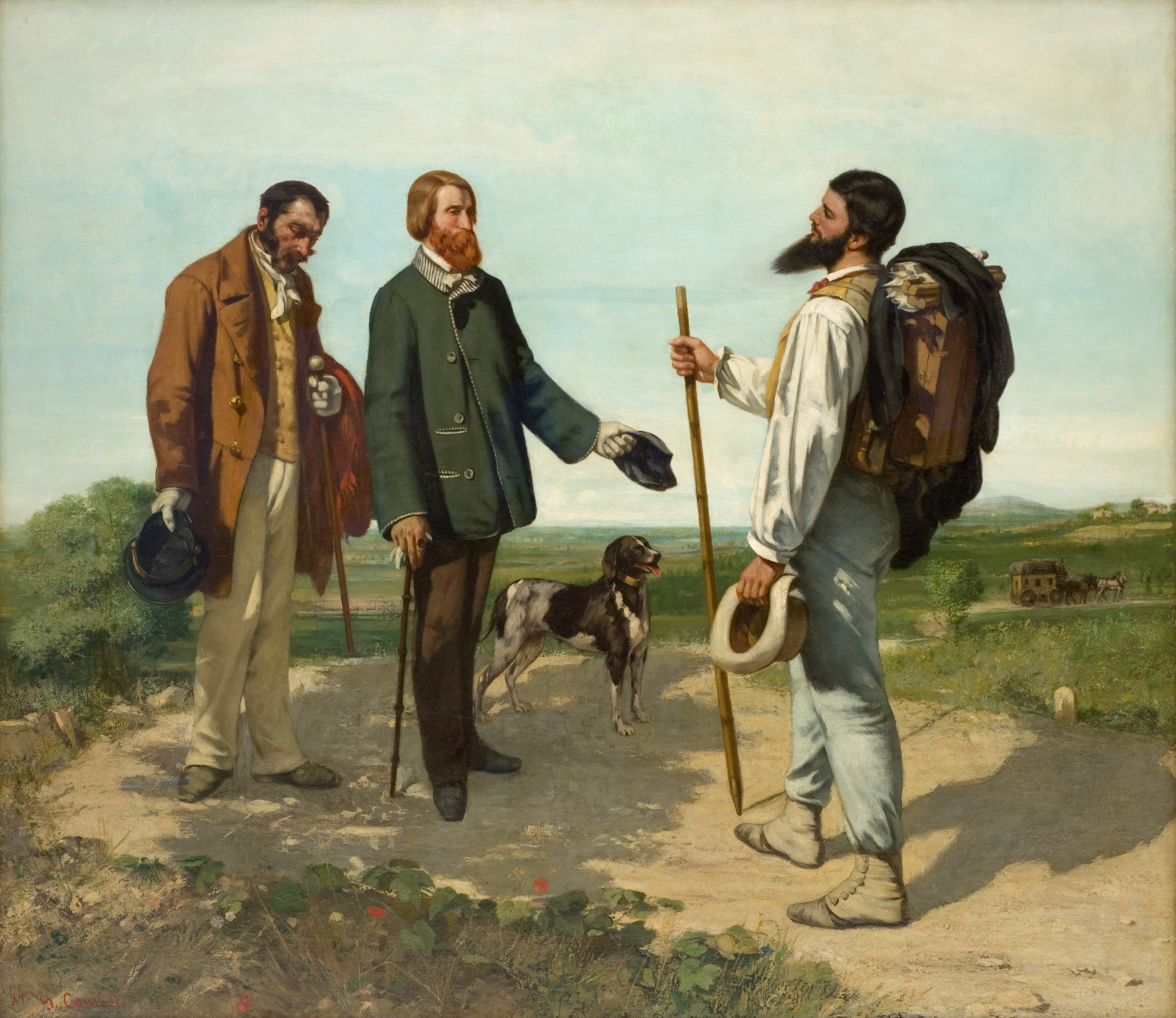
La Rencontre ou « Bonjour monsieur Courbet », peint en 1854, présente plusieurs personnes se saluant.

« Bonjour » est la salutation la plus communément employée en français lorsque l'on rencontre ou croise une connaissance, ou une personne inconnue dans le cadre d'une présentation, et ce, du matin jusqu'à la fin de la journée. Par extension, « bonjour » est employé pour les rencontres virtuelles telles que la correspondance, les télécommunications ou les médias. Prononcer « bonjour » en guise de salutation est une marque de politesse.

## Phonétique articulatoire
Bonjour est constitué de deux syllabes totalisant cinq phonèmes (trois consonnes et deux voyelles). Les cinq phonèmes sont transcris en cinq graphèmes. Bonjour contient 3 graphèmes simples, c'est-à-dire des graphèmes d'une lettre (« b », « j », « r »), et deux graphèmes complexes, c'est-à-dire composé de deux ou trois lettres (« on », « ou »).
En API, « bonjour » est codé : /bɔ̃.ʒuʁ/. Le mot est composé d'une consonne labiale occlusive sonore « b » /b/, une voyelle nasale « on » /ɔ̃./, une consonne coronale fricative « j » /ʒ/, une voyelle haute postérieure arrondie « ou » /u/ et une consonne dorsale uvulaire fricative « r » /ʁ/.

## Phonologie
Phonologiquement, bonjour se prononce |bɔ̃.ʒuʁ|.
Le français méridional aurait tendance à placer un e en finale absolue de multiples mots[réf. souhaitée], transformant le ə amuï en /ə/. Une tendance, relevée au moins depuis les années 1980 ou 1990, a mené à répandre cet usage du e final absolu dans l'ensemble de la France, usage qualifié de socio-phonétique car traduisant un certain stéréotype langagier et sociologique (marqueur d'urbanisme, de jeunesse, mais encore dit féminin, ou « branché »). Bonjour en est un des exemples importants puisque le mot ne porte pas de e muet : la sonorité /ə/ est rajoutée en finale plus ou moins longue et modulée, parfois prononcé de manière exclamative,,.
Cependant cette pratique de placer un e en finale du mot « bonjour »  n'est pas simplement attribué par certains au français méridional; d'autres le remarquent également de la part des présentateurs de télévision, des professions commerciales et des professions d'accueil.
Ce mot contient de multiples difficultés de prononciation, différentes selon la langue maternelle des personnes apprenant la langue. Les principales difficultés sont :
- la nasalisation du on[5]
- la phonologie particulière du r francophone

Le |ʒ| présente aussi une difficulté importante pour les apprenants wolofs, cette constrictive palatale sonore n'existant pas en langue wolof, une des langues les plus parlées en Sénégal.

## Lexicologie

### Définitions
En tant qu'interjection, « bonjour » signifie « passez une bonne journée ». En tant que substantif un bonjour signifie le salut en lui-même en tant que concept. Au pluriel, le mot prend un s (des bonjours).

### Étymologie
Dans toutes les cultures, on trouve une ou plusieurs formules toutes faites pour la prise de contact entre individus.
La formule de politesse est écrite en deux mots dans des textes du XIIIe siècle. Plus tard, elle se substantive : « je vous donne le bon jour » ou « bien le bon jour ! ».
« Bonjour » est la forme masculine de « bonne journée ». La forme masculine est employée pour ouvrir le dialogue et la forme féminine sert à le conclure. Cependant, au Canada francophone, « bonjour » peut aussi servir dans les deux cas.

### Dérivation lexicale
Il est possible de former de nouveaux mots à partir de lexèmes (« radicaux ») auxquels on ajoute des affixes :
- Bonjourier (bonjourière) — Voleur (voleuse) qui pratique le vol au bonjour[7] (cf Expressions françaises) ;
- Bonjourien (bonjourienne) — idem ;
- Rebonjour — Néologisme populaire et impropre pour saluer de nouveau une personne que l'on a déjà vue dans la journée (et ce avant le soir)[8]. Employé de façon ironique quand deux personnes se croisent de nouveau dans un court laps de temps. Cf Approche psychologique ;
- Bonjourer — Verbe transitif du premier groupe (régionalisme) - dire bonjour (n'oublie pas d'aller bonjourer tes parents de ma part)[9].

## Étude linguistique
Les linguistes discernent deux grandes familles de formules : les vocables de salutation sans sens particuliers qui reposent entièrement sur la sonorité (signifiant) et les locutions de bienveillance à l'égard de la personne rencontrée (souhaits de passer un bon moment — matin, après-midi, soir etc.) —, « que la paix soit avec toi » etc. (signifié).
En français on retrouve donc « bonjour », « bonsoir » et « salut » qui sont toutes des formules bienveillantes ; respectivement : « je vous souhaite de passer une bonne journée » et « je vous souhaite le salut » (santé, sauvegarde ou rédemption). Les locutions se sont peu à peu abrégées jusqu'à devenir des interjections, perdant au fil du temps la connotation bienveillante notamment pour « salut ». On doit dire « Bonjour » à un rival détesté avant les négociations (pour essayer de régler un problème) même si l'on ne souhaite pas son bonheur. Le bonjour n'est pourtant pas, dans ce cas, considéré comme hypocrite. En cas de gros conflit, au moment de la séparation, il n'est pas rare d'entendre chez l'un des deux protagonistes « … et je ne vous souhaite pas le bonjour » comme pour révoquer la formule d'ouverture.
« Bonjour » est un acte de langage : cette salutation est un moyen mis en œuvre par un locuteur pour agir sur son entourage. La bienveillance a un but (intention communicative), un prérequis, un corps (une réalisation) et des effets (empathie entre autres). La formule est un énoncé affirmatif qui accomplit une action. L'énoncé est dit performatif (en opposition à l'énoncé constatif). Le fait d'énoncer un souhait constitue un souhait. « Bonjour » n'est ni vrai, ni faux, cependant la personne à qui l'on souhaite une bonne journée peut très bien passer quelque mauvais moment avant la tombée de la nuit. Souhaiter une bonne journée est un vœu souvent sincère mais sans certitude d'accomplissement. Il dépend de ses propres conditions de félicité.

## Étude sociétale
« Bonjour » peut s'utiliser comme formule d'ouverture de dialogue mais aussi comme simple salutation furtive en croisant une personne.
« Bonjour » s'emploie généralement face à une personne connue mais également (et plus souvent qu'on le pense) face à une personne inconnue.
La combinaison des deux champs d'exploration donne quatre possibilités :
1. Ouverture de dialogue face à une personne connue : si aucune étude ne peut affirmer que c'est le cas le plus fréquent, c'est en tout cas, la situation qui vient en premier à l'esprit à tout un chacun : aller à l'encontre d'une personne que l'on connait (ami, collègue, voisin…), souhaiter le bonjour et engager la conversation.
2. Ouverture de dialogue face à une personne inconnue : C'est le cas d'une présentation par autrui, d'une première rencontre, d'un rendez-vous avec une autorité lambda. La salutation dans ce cas est généralement accompagnée d'une poignée de mains protocolaire.
3. Salutation furtive face à une personne connue : Il s'agit en général d'une simple relation croisée, par exemple, dans la rue. Le bonjour sert à montrer que la personne est reconnue. La vocation de cette salutation est effectivement une reconnaissance sociale. Le nombre de bonjours reçus jauge ainsi la notabilité d'une personne. Un maire de ville par exemple doit collectionner les bonjours à grande échelle tout au long d'une journée. La personne saluée n'est pas obligée de connaître elle-même la personne qui salue mais elle sait pourquoi on la salue.
4. Salutation furtive face à une personne inconnue : l'usage est de dire bonjour ou de répondre bonjour à un commerçant même en venant la première fois dans une boutique. Certains clients ne répondent pas aux caissières de supermarché, sentant le réflexe conditionné. Saluer un commerçant en entrant dans sa boutique, ou être salué par lui, n'a pas de caractère universel : dans les pays anglo-saxons[10], Angleterre en particulier, il n'est pas dans les réflexes de dire l'équivalent de « bonjour» dans la langue locale dans une telle situation.

Beaucoup de personnes ont le réflexe de dire bonjour en entrant dans un ascenseur, une salle d'attente, une cage d'escalier d'un immeuble, autrefois un compartiment de train… 
Il est également fréquent que de parfaits inconnus se saluent d'un bonjour furtif lorsqu'ils se croisent dans la nature (ex. chemin en forêt) alors qu'ils s'ignoreraient s'ils se croisaient sur un trottoir en ville. La raison n'est pas claire, mais il est vraisemblable que ce soit simplement pour manifester une non-hostilité dans un milieu sauvage où l'on se sent isolé et vulnérable.

### Protocoles

#### Protocole verbal
« Bonjour madame », « bonjour monsieur » est considéré plus respectueux qu'un simple « bonjour » : l'ajout du patronyme renforce le signe de respect[réf. nécessaire]. À l'inverse, « bonjour » suivi du prénom de l'interlocuteur est perçu comme plus amical et moins formel.
Face à un supérieur ou autres personnes à la fonction importante, le protocole recommande l'utilisation du patronyme et du titre de l'interlocuteur : « bonjour monsieur le maire », « bonjour madame la directrice »…
À l'opposé, « bonjour toi » avec un ton bienveillant peut se dire à un petit enfant, voire à un animal, pour établir le contact.
Avec des membres de la famille, des amis ou des proches, « salut » peut remplacer « bonjour ». Cependant, quelle que soit la formule utilisée, le fait de ne pas saluer ses collègues peut être considéré, parmi d'autres comportements, comme un signe de « mobbing  ». Entre enfants, adolescents et jeunes adultes, « salut » ou d'autres formules familières sont généralement employées à la place de « bonjour » pour leur caractère moins formel.
Dans les postes au contact du public, il est souvent indiqué au personnel de respecter la « règle de trois » face aux clients : bonjour, merci, au revoir. Le patronyme est alors souvent éludé pour éviter les incidents résultant d'un choix inapproprié de patronyme.

#### Protocole en correspondance
En cas de délai entre l'émission et la réception du message, « Bonjour » est employé par défaut quel que soit l'heure à laquelle le message est émis. Il est en effet atypique de commencer une lettre ou un courriel par « Bonsoir » même si ceux-ci sont écrits la nuit. Il est également d'usage d'ajouter une virgule après la formule (« Bonjour, ») puis de sauter une ligne avant de rédiger le corps de la lettre.
De nombreuses cartes postales sont agrémentées d'une formule pré-écrite couvrant la photo ou l'illustration. Les plus courantes sont les cartes « Souvenir de Trifouilly-les-oies » ou « Un bonjour de Trifouilly-les-oies ».
Dans les messages adressés par messagerie électronique, la formulation inversée « M. Untel, bonjour, » est acceptée alors qu'elle est à proscrire lors des échanges épistolaires. Toutefois, cette pratique est parfois remplacée par la simple mention de l'identité de la personne ou de son prénom au début du message.

#### Protocole en télécommunications
« Allô » au téléphone est une interjection qui sert à établir le contact. Elle date des débuts du téléphone, époque où la réception était de mauvaise qualité. Le téléphone a été développé par la compagnie américaine fondée par Alexander Graham Bell. Les premiers utilisateurs ayant décroché par le bonjour anglais « hello ». Le téléphone arrive en Europe et les français ont imité les américains. « hello » francisé devient « allô ». L'accent circonflexe du « o » cherche à reproduire le son « o » anglais. De nos jours de plus en plus d'usagers décrochent en disant « oui ? ». « Allô » reste toutefois un réflexe conditionné en cas de coupure de communication accidentelle.
Dans les entreprises ou services publics, il est d'usage que les standardistes ou employés répondent au téléphone non pas avec l'interjection « allô » mais par « entreprise X, bonjour » et cela même en fin d'après-midi.
En SMS, bonjour peut s'écrire bj, bjr ou re (remplaçant un deuxième bonjour, évitant la réitération du mot au cours de la journée).

### Particularités ethniques

#### En France métropolitaine
« Bonjour » s'utilise le matin et l'après-midi. « Bonsoir » est employé à partir de la fin de l'après-midi, au coucher du soleil et toute la soirée. Lors d'une soirée en ville, on continue à dire bonsoir même si celle-ci se prolonge tard dans la nuit. « Bonne nuit » est plutôt réservé au moment du coucher. Toutefois, dans l'usage, il est fréquent d'utiliser le « bonjour » à l’adresse d’une personne que l'on voit pour la première fois à n'importe quelle heure, même le soir (dans le cadre d'une présentation par exemple lors d'une soirée).
L'expression « Bon (ou bonne) après-midi  » ne s'emploie en France métropolitaine que pour prendre congé de l'autre, dans le sens de lui souhaiter un bon après-midi, et non — comme peuvent le croire parfois des locuteurs non francophones — une manière de dire « bonjour » une fois passé midi.

#### Aux Antilles
Aux Antilles francophones, « bonjour » se dit « bonjou » en créole.

#### Au Québec
On entend depuis les années 2010 et de plus en plus « bon matin », traduction littérale du « good morning » anglais. Il est trop tôt pour savoir si le phénomène est une mode ou une évolution du français canadien.

## Anthroponymie
Le patronyme Bonjour est un sobriquet donné à une personne accueillante. Il y a de fortes chances pour qu'il ait été donné également par l'État civil à des enfants trouvés. Les Bonjours sont pour la plupart originaires de l'Est de la France ou sont citoyens suisses. Il en existe beaucoup dans l'Ouest de la France, en Bretagne et en Maine-et-Loire notamment.

## Linguistique comparée
Bonjour étant une locution francophone, elle possède des variations dans le monde de la francophonie. Outre les variantes régionales en France métropolitaine, on retrouve des différences d'accent et de prononciation, voire de signification dans le monde.
| Région linguistique | Bonjour régional                                  |  | API |
| ------------------- | ------------------------------------------------- |  | --- |
| Alsacien            | Guàtertag / Ponchour[réf. à confirmer]            |  |     |
| Basque              | Egun on (le matin) / Arratsalde on (l'après-midi) |  |     |
| Breton              | Demat                                             |  |     |
| Catalan             | Bon dia                                           |  |     |
| Corse               | Bonghjornu                                        |  |     |
| Ch'timi             |                                                   |  |     |
| Créole              | Bonjou                                            |  |     |
| Provençal           | Bonjorn[réf. nécessaire]                          |  |     |

Les différentes langues régionales en France.

Parmi les particularismes francophones, le bonjour québécois est aussi utilisé pour dire « au revoir ».

Un exemple de texte court en « langage SMS » signifiant « bonjour, ça va ? ».

En langage SMS, qui utilise souvent des déformations ou raccourcis de langue, l'abréviation de « bonjour » est « bjr ». « Bonjour » s'écrit -.../---/-./.---/---/..-/.-. en langage morse qui n'est plus tellement utilisé de nos jours[réf. à confirmer].

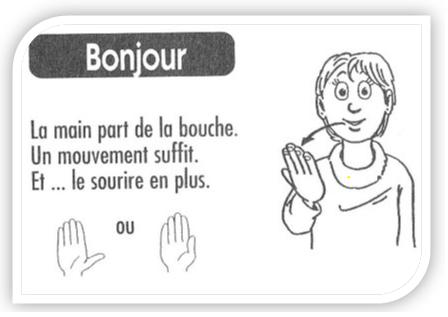
Bonjour, signé en langue des signes française.

Bonjour est signé, dans la langue des signes française par un mouvement de la main droite. Celle-ci est posée sur la bouche puis elle se dirige vers la personne saluée, la paume vers le haut, suivis d'un sourire. Les langues de signes variant selon les pays, les variations de ce geste sont abondantes dans l'ensemble de la francophonie. Bonjour est signé différemment en langue des signes québécoise (LSQ) par exemple[réf. souhaitée].

## Internet

### Réseau
Nom donné par Apple à son implémentation du groupe de protocoles Zeroconf défini par l'IETF en aout 2002

## Orthophonie
Les défauts de prononciation les plus fréquemment rencontrés avec bonjour sont :
Binjourconfusion entre les voyelles nasales in et on
Bonjouomission du phonème [r]
Binjoumixte des deux ci-dessus
Bonzourzozotement
Bonchourchuintement

## Divertissement linguistique

### Jeux de lettres avecbonjouren tant que signifiant
Le signifiant est juste l'image acoustique d'un mot sans tenir compte de son sens.
- Contrepèterie — Bourgeon ;
- Anagramme[25] — Il n'y a aucune anagramme parfaite avec « bonjour »[26] ;
- Scrabble — BURON (reste JO) ; JURON (reste BO)[27] ;
- Lipogramme de voyelle — Aucun E (lettre la plus employée en français), ni A ni I. Georges Perec dans son roman lipogramme sans E La Disparition emploie neuf fois Bonjour[28]. (Bonjour mon commandant / Bonjour mon garçon etc.) ;
- Rimes (riches) — Abajour ; ajour ; belle de jour ; contre-jour ; demi-jour ; jour ; séjour ; toujours[29] ;
- Rimes (dites "suffisantes") en our — Alentour ; aller-retour ; amour ; anoure ; calembour ; contour ; cour ; four ; humour ; lourd ; parcours ; pour ; sourd ; troubadour ; vautour… (liste non exhaustive)[29] ;
- Paronyme — « Bajoues Madame ! » - Le paronyme utilisé en jeu de mots est un « à peu près ». Cf liste des paronymes dans le chapitre « Paronymes » ;
- Le jeu de mots le plus connu en France est « Bonjour, comment vas-tu yau de poêle ? » sorti tout droit de l'Almanach Vermot[30]. Il s'agit de rajouter une syllabe à la fin de la phrase pour créer un nouveau mot (existant dans le dictionnaire : tuyau). Peu importe le sens, nous sommes encore dans le signifiant. Ce n'est pas un calembour.

### Jeux de mots avecbonjouren tant que signifié
Le signifié est la représentation mentale d'une chose en tant que concept.
- Antonymie — Mauvaise nuit !
- Mots-valises — Fusion de deux mots[31] — un « shlalom » est une vieille coutume juive qui consiste à dire « bonjour » chaque fois que l'on passe une porte ;
- Mots-gigognes — Mots valises qui s'emboîtent car le premier finit par la même syllabe que le début du second) — Un « bourbonjour » est un verre de whisky que l'on boit au petit déjeuner (bourbon + bonjour)
- Mots croisés — Définitions (en 7 lettres) : Exemple de simplicité[32]. / Se donne et se retourne tous les matins. / Réponse : BONJOUR

### Virelangues avecbonjour
Un virelangue (ou casse-langue ou fourchelangue) est une locution (ou une phrase ou un petit groupe de phrases) à caractère ludique, caractérisée par sa difficulté de prononciation ou de compréhension orale, voire des deux à la fois. On parle aussi de trompe-oreilles lorsqu’une phrase est difficile à comprendre et donne l’impression d’être en langue étrangère si elle est prononcée rapidement. C'est la lecture de la phrase, quand elle est proposée écrite, qui permet de la comprendre.
Par rapport aux jeux de lettres et jeux de mots (cf. ci-dessus), le virelangue constitue un cas particulier puisqu'il joue à la fois sur l'image sonore des mots et leurs ressemblances (signifiés) mais également sur leurs sens (signifiants). Malgré le caractère farfelu de la phrase, celle-ci doit avoir une signification réelle et se différencie ainsi du charabia.

#### Jeux sur l'image sonore debonjour
- Bonjour les bourgeons des joncs. Bonjour les joncs du bourg « Jour ». Bonjour les bourgeons du bourg.

### Aphorismes sur la thématique dubonjour
Un aphorisme est un énoncé, autosuffisants que l'on peut comprendre sans faire appel à un autre texte. C'est une pensée qui contrairement aux proverbes et adages populaires n'est pas anonyme.
- « Sois toujours le premier à dire bonjour ! » H. Jackson Brown, écrivain américain ;
- « Le bonjour amène la conversation et la conversation amène la carotte. » Driss Chraïbi, écrivain marocain et animateur radio[33] ;
- « Certains peuvent dire bite ou couille sans être vulgaires, alors que d'autres le sont juste en vous disant bonjour. » Guy Carlier, chroniqueur radio/TV[34] ;
- « Quand je vois les chiens se dire bonjour, je me dis qu'en chaque chien, il y a sûrement un proctologue qui sommeille. » Patrick Timsit, humoriste et acteur[33] ;

## Au revoir
Selon le plan ancestral : locution de salutation / discussion / locution de séparation, « Au revoir » est la formule la plus usitée pour prendre congé de son interlocuteur.
L'expression originelle était au Moyen Âge « à la grâce de Dieu », qui signifiait : s'en remettre à la clémence de Dieu pour protéger la personne avec qui l'on vient d'échanger des idées. Puis une précision a été ajouté « à la grâce de Dieu jusqu'au revoir », beaucoup plus optimiste puisque la première expression avait une connotation de mort. La formule trop longue et le processus de laïcisation de la société aidant, celle-ci s'est abrégée en « jusqu'au revoir » puis tout simplement « au revoir ».
« En revoir » est souvent entendu. C'est une corruption de langage.
« Bonne journée » est une locution de séparation, elle est uniquement utilisée en fin de conversation. Au Québec, « bonjour » s'utilise aussi pour dire « au revoir » dans le sens de « passez une bonne journée ». Cependant, cet emploi n'est pas universel dans tout le Canada francophone. En revanche en Belgique francophone, Hergé fait dire à son héros Tintin, dans le Secret de la Licorne, « Bonjour Monsieur », à un interlocuteur, Ivan Ivanovitch Sakharine, qu'il congédie en début de journée.
« Salut » est une expression mixte, puisqu'elle est utilisée à la fois à la rencontre et à la séparation.

## Personnalités célèbres pour leur «bonjour»
- Lucien Jeunesse (« Chers amis, bonjour ! ») notamment au début du Jeux des 1000 francs[36].
- Yves Mourousi, notamment au début de chacun de ses journaux télévisés[37].